# Lymanopoda translucida
Lymanopoda translucida är en fjärilsart som beskrevs av Otto Staudinger. Lymanopoda translucida ingår i släktet Lymanopoda och familjen praktfjärilar. Inga underarter finns listade i Catalogue of Life.